# Fundoklia-völgy
A Fundoklia-völgy (teljes nevén: Fundoklia-völgy helyi jelentőségű természetvédelmi és Natura 2000 terület, néha Szidónia-völgyként hivatkoznak rá) Érd északnyugati peremén található. 1999 tavasza óta helyi jelentőségű védett terület, 2004-től pedig a Natura 2000 hálózat tagja. Gazdag növény- és állatvilággal rendelkezik. 2009 decembere óta kiépített tanösvény könnyíti meg a völgy megismerését a turisták számára.
A völgy nagy része 1938 óta magántulajdonban van.

## Földrajzi adottságok

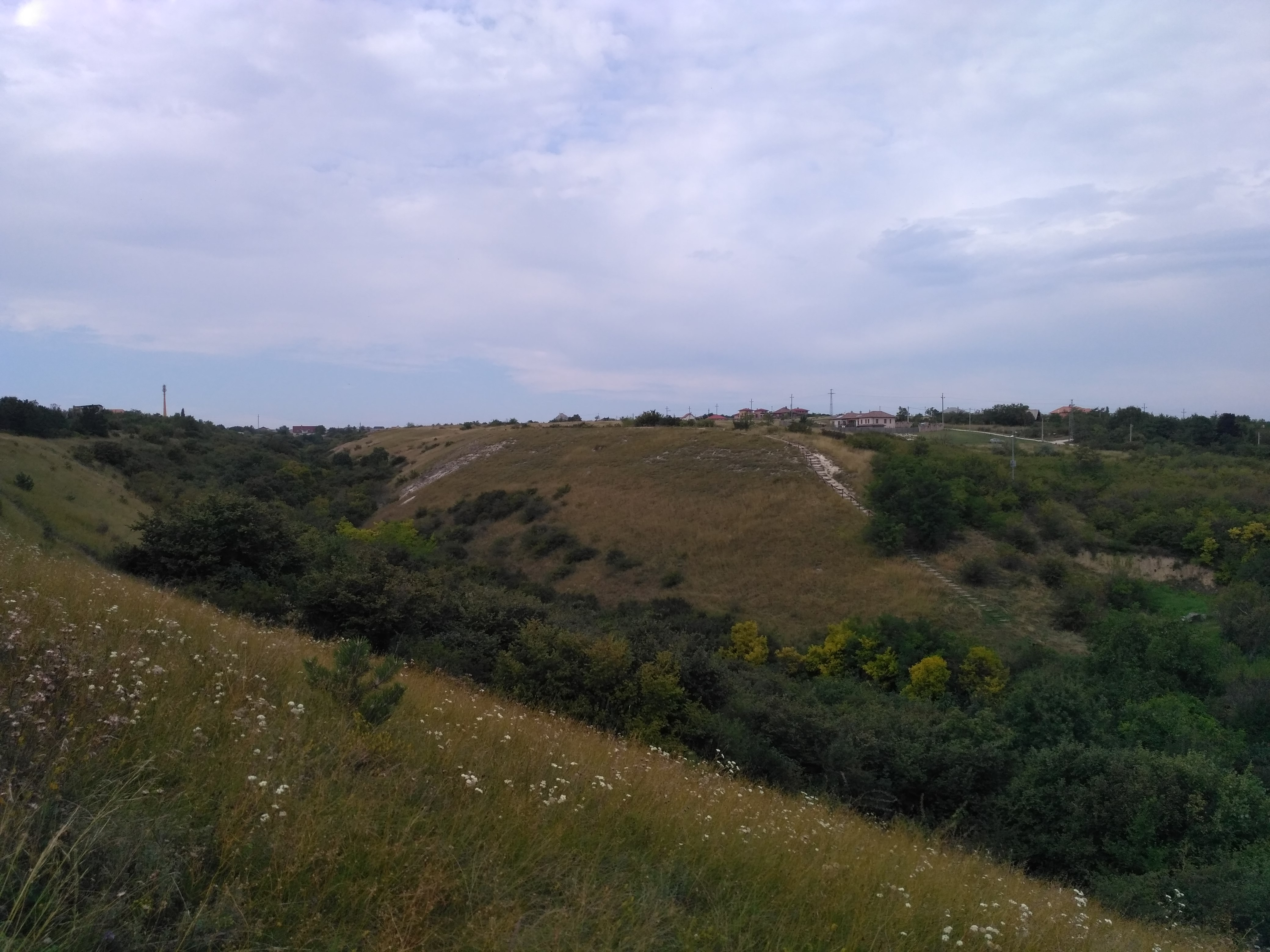
A völgy Tárnoki kőfejtő felöli déli nyílása

Az északnyugat-délkelet irányú karsztos szárazvölgy a Tétényi-fennsík és az Érd-sóskúti-fennsík, illetve Érd és Tárnok határán helyezkedik el. 1966 óta kettészeli az M7-es autópálya. A közel 1,5 km hosszú, 20–50 m széles, 10–15 m mély, enyhén kanyargó völgy keleti irányban 200–400 m széles platóban folytatódik. Az aszóvölgyet a pleisztocén idején vájta ki a törésvonalak mentén lefolyó csapadékvíz. Alapkőzete a 12-13 millió éves, miocén kori, elsősorban Cerithium csigák vázából összecementálódott szarmata mészkő, melynek az országban itt van az egyik legnagyobb kiterjedésű, felszínre is bukkanó előfordulása. A völgyet a pleisztocén korban lösz borította be, amely az erózió miatt már csak a völgy délkeleti végén maradt fenn. A változatos geomorfológiájú területen a dolomitra jellemző porló felszínek, kőfolyások, meredek letörések, lépcsők, mészkőbordák és a dachsteini mészkőre jellemző, nagy kiterjedésű platók egyaránt megjelennek. A völgy több mesterséges barlangüreget rejt, melyek egykori kőfejtők maradványai. Hasonlóan egykori bányászat eredménye a völgyvégi, 2–4 m magas löszfal is. A területen felszíni vízfolyás nincs. Éghajlata mérsékelten meleg-száraz, az évi középhőmérséklet 10,5 °C. A völgy a hőmérsékleti inverzió miatt hűvösebb és párásabb a platónál.

## Régészeti értékek és jelentőségük
A völgy északnyugati (M7-es autópályától északra eső) része régészeti oltalom alatt álló, világhírű, sokrétű, ősemberi vadásztelep, ahová a 30-35 000 évvel ezelőtti időszakban rendszeresen visszatértek a Neandervölgyi ősemberek. Az 1963-64 között zajló, Gáboriné Csánk Vera régész vezette ásatások során több ősemberi életformára utaló maradványokat találtak. 37 állatfaj mintegy 50 000 csontja, köztük barlangi medve, barlangi oroszlán, gyapjas orrszarvú, mamut csontok, valamint 900 darab, 61 féle, kavicsból készített, a vadászzsákmány feldolgozását lehetővé tévő szerszámfajta került elő. Az alapanyag és az eszközmegmunkálás módja alapján az érdi ősember − a Kárpát-medencében egyedülálló módon − a délkelet-európai charentien kultúra képviselője volt. Az előkerült csontleleteket és kőszerszámokat részben az Érden található Magyar Földrajzi Múzeum őrzi.

## Természeti értékek és jelentőségük
A völgy középső és délkeleti területe (az M7-estől délre eső völgyrész) helyi jelentőségű természetvédelmi terület és egyben a Natura 2000 hálózat tagja. A változatos felszíni alakzatok következtében kiemelkedően magas faj- és élőhely-diverzitású térség, amely a környékbeli hasonló élőhelyek zsugorodása következtében az utolsó mentsvára a fennsík élővilágának. A közel sík felszínbe bevágódó, meredek falú, kanyargó völgy egyedülálló tájképi érték. Területéről Érd délkeleti, Duna-parti része, a Mezőföld északi területei, valamint a Pázmánd-Verebi dombvidék és a Velencei-hegység is szabad szemmel látható.

## Növényvilág
A völgy flórája kiemelkedően gazdag. A területről mindeddig 317 db hajtásos növényfaj - a hazai növényvilág közel 15%-a - került elő. Ezek legnagyobb hányada természetközeli állapotra utaló elem. A fokozottan védett fajok száma 2, a védett fajok száma 33. A két fokozottan védett faj, a magyar gurgolya és a Szent István-szegfű nyílt dolomit felszínekhez kötődő ún. dolomitfaj, ezért különlegesen értékes. A védett fajok közül a csinos árvalányhajnak több tízezer, a délvidéki árvalányhajnak több ezer tőből álló állománya él a gyepekben. További gyakori védett faj a tavaszi hérics, a sárga len és az árlevelű len. Ritka védett faj a turbánliliom és a törpe mandula.
Lokális jelentőségű faj a völgyalji erdőkben élő 8-10 tő gyertyán, mert rendszerint a Magyar-középhegység 400–600 m tengerszint feletti magasságában megjelenő gyertyános–tölgyes zóna egyik fő alkotója. További érték az egykori erdősszep vegetációra utaló 2-3 db molyhos tölgy. A völgyvégi lösztakaró jellegzetes lösznövénye a bugás macskamenta, a bárányüröm, a védett macskahere és a vetővirág. A völgy egyetlen páfrányfaja az egyik északias bányaoldalban élő erdei pajzsika. A növénytakaró is egyedülállóan változatos, a völgyfenékről a platóra kikapaszkodva kilenc élőhely különíthető el. A száraz cserjéssel határolt, völgyalji, üde erdő kétszikűekben gazdag átmeneti zónán és sztyeppcserjésen keresztül kapcsolódik a völgyoldalakon és a platón található nyílt és zárt szárazgyepekhez.

## Állatvilág
A sokféle felszíni alakzat és a változatos növényzet fajgazdag állatvilág kialakulását eredményezte. Az itt élő gerincesek és gerinctelenek száma több százra becsülhető. A leírt fajokból 58 védett, 4 fokozottan védett. Fokozottan védett faj a pannon gyík, a kuvik, a gyurgyalag és a magyar futrinka. Ritka védett faj a bikapók, a sisakos sáska, a fűrészlábú szöcske és a fürj. Valamennyien a zavartalan, bolygatlan, természetközeli állapotú gyepek jelzői, ezért csak ritkán kerülnek szem elé. Stabilnak mondható a rézsikló, a gyíkfajok, valamint a területen rendszeresen költő kisénekesek, így a vörösbegy, a búbospacsirta, valamint a poszáták és a cinkefélék állományai. Az itt élő állatok többsége speciális élőhely igényű, a háborítatlan sziklagyepek, lejtősztyeppek vagy sztyepprétek faja. Minden olyan beavatkozás, amely élőhelyeiket fenyegeti, a kipusztulás szélére sodorhatja őket.

## A Fundoklia-völgy védelmének története
1986 tavaszán a Fundoklia-völgy súlyos veszélybe került. Az Érd-Parkvárosban élő, akkoriban vízhiánytól szenvedő helybéliek helyzetét kihasználva egyes megyei vezetők ivóvízellátási beruházásokra fordítható pénzügyi támogatást ajánlottak fel Érdnek cserébe azért, hogy Budapest és Pest megye kommunális hulladékát a völgyben helyezhessék el. A völgy felső szakaszát kettészelő M7-es autópálya közelsége hívhatta fel a figyelmet erre a lehetőségre.
A terv felháborodást, illetve lakossági tiltakozást váltott ki, ezt követően Franka Tibor „Fuldoklik a Fundoklia!” címmel megjelent újságcikke, majd éles hangú rádióinterjúk, illetve Kovács István és Szél László érd-parkvárosi lakosok hatásos fellépése gátolták meg a völgy tönkretételét.
A Fundoklia-völgy 1999 tavasza óta helyi jelentőségű védett terület, 2004-től pedig a Natura 2000 hálózat tagja. A védetté nyilvánítást nem követte gyakorlati védelem, ezért a város peremterületén fekvő völgy rendkívüli gyorsasággal elszemetesedett, quadosok, motorosok gyakorlópályájává vált, és állapota rohamosan romlott. A völgy ügyét, kitakarítását Dr. Kubassek János igazgató vezetésével a Magyar Földrajzi Múzeum, majd a 2005-ben alakult Környezetvédő Egyesület Érd karolta fel részben önkormányzati, részben pályázati támogatással. Sikeres akcióikhoz később számos civil szervezet, vállalkozás, helyi iskola, valamint szakember és természetvédő lakos csatlakozott. Nagy előrelépést a 2007-2009 között időszak jelentett. Ekkor történt meg a völgy jelentős hányadának végleges kitakarítása, a gyurgyalagtelep helyreállítása, fasorok és cserjesávok ültetése, valamint a védett terület határainak pontos kimérése, a határ kősorral való kijelölése, a völgybe vezető utcák lezárása, a tájékoztató táblák kihelyezése és a térfigyelő rendszer kiépítése. Jelenleg a völgy védelmét kamerarendszer biztosítja, valamint rendszeresen járőrözik a helyi polgárőrség és rendőrség. A völgy fejlesztésének leglátványosabb eredménye a 2009 decemberében átadott Fundoklia-tanösvény, aminek 2025-re hiányosak és leamortizálódtak az információs táblái.

## A Fundoklia-tanösvény

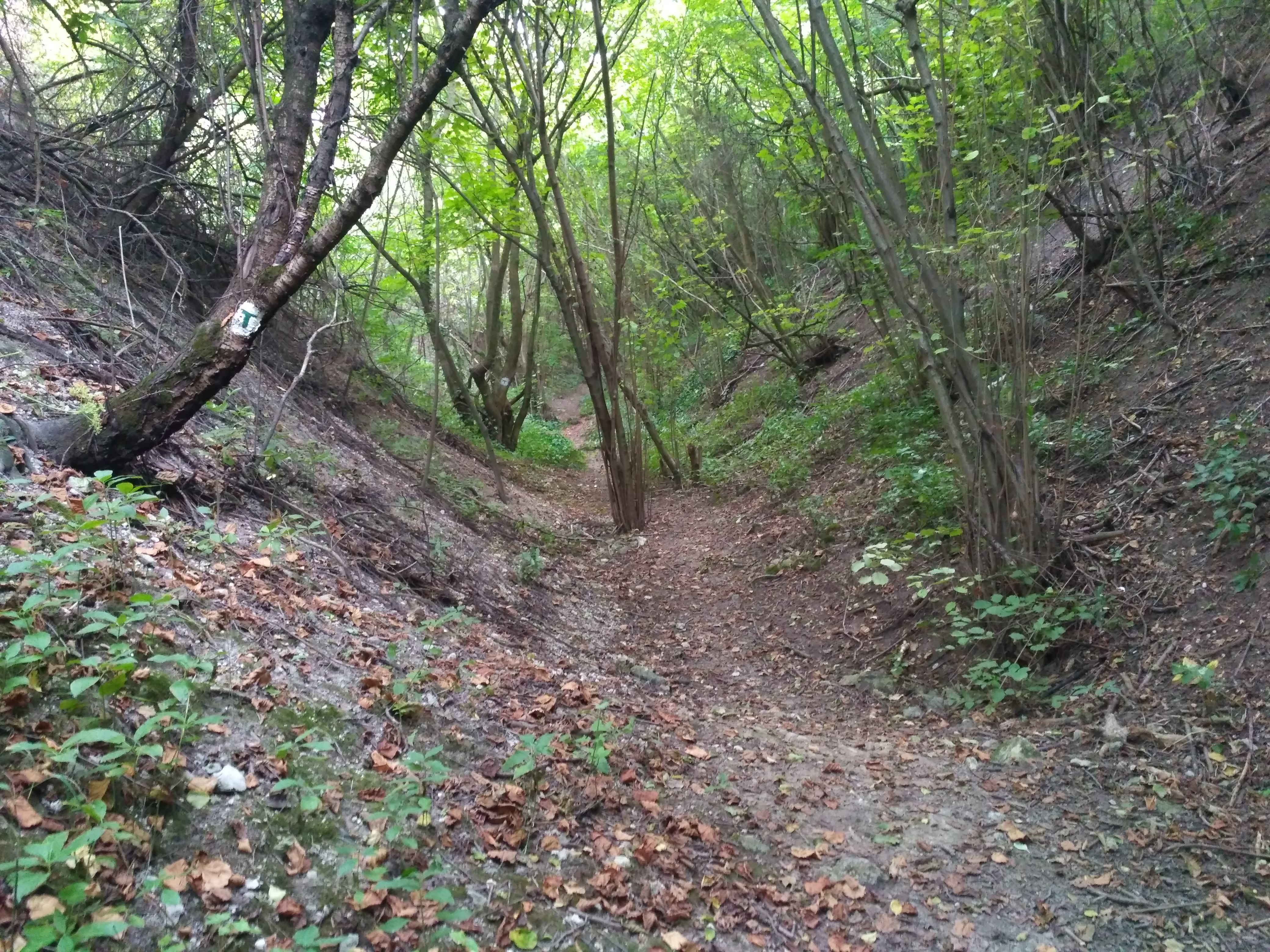
A tanösvény erdei szakasza a völgy mélyén

A tanösvény célja a védett Fundoklia-völgy természeti és kultúrtörténeti értékeinek részletes, közérthető és biztonságos bemutatása. Megközelítése az érdi Dévai utcát, a Hargita utcát, valamint a Hegyaljai utcát lezáró kősáncokon átvezető falépcsőkön lehetséges. A tájékozódást „tanösvény” feliratú irányító táblák és „T” jelzések segítik. Hossza 1,7 km és két szakaszból áll: az 1,1 km hosszú szárazgyepi szakasz a platón és a délies lejtők felső peremén vezet, a középhegységi üde gyertyános–tölgyesek hangulatát idéző erdei szakasz 600 m hosszú és a völgyaljban halad. A szárazgyepi szakasz a völgy középső részén és a délkeleti völgyvégeken, két, meredek, korláttal ellátott falépcsővel kapcsolódik a völgytalpi erdei szakaszhoz. A tanösvény mentén 12 db állomás tábla (11 db szárazgyepi szakasz, 1 db erdei szakasz), a két végponton pedig 2 db információs tábla segíti a tájékozódást. Az állomás táblák régészeti, geológiai, geomorfológiai értékeket, valamint a jellemző élőhelyek élővilágát mutatják be.
A 12 állomás témái:
1. Bányászat, a terület mesterséges pincerendszerei, a szarmata mészkő mint építőanyag
2. A világhírű, érdi ősembertelep ismertetése
3. A tollas szálkaperjés erdős sztyepprét
4. Az árvalányhajas nyílt sziklagyep
5. A szarmata mészkő sztyepprét
6. A bánya területén lévő talajszelvénynél: A völgy geológiai viszonyai
7. A völgyalji üde erdő és az erdőt szegélyező száraz cserjések élővilága
8. A sziklafüves lejtősztyepp
9. A naprózsás nyílt sziklagyep
10. A többszintben kipreparálódott kőlépcsőknél: A völgy változatos geomorfológiai viszonyai
11. A völgyvégi löszpusztagyep és törpe mandulás löszcserjés
12. A völgyvégi gyurgyalagtelep, valamint a környező cserjések, sövények és felhagyott gyümölcsös élővilága[3]

## A Fundoklia-tanösvény használata

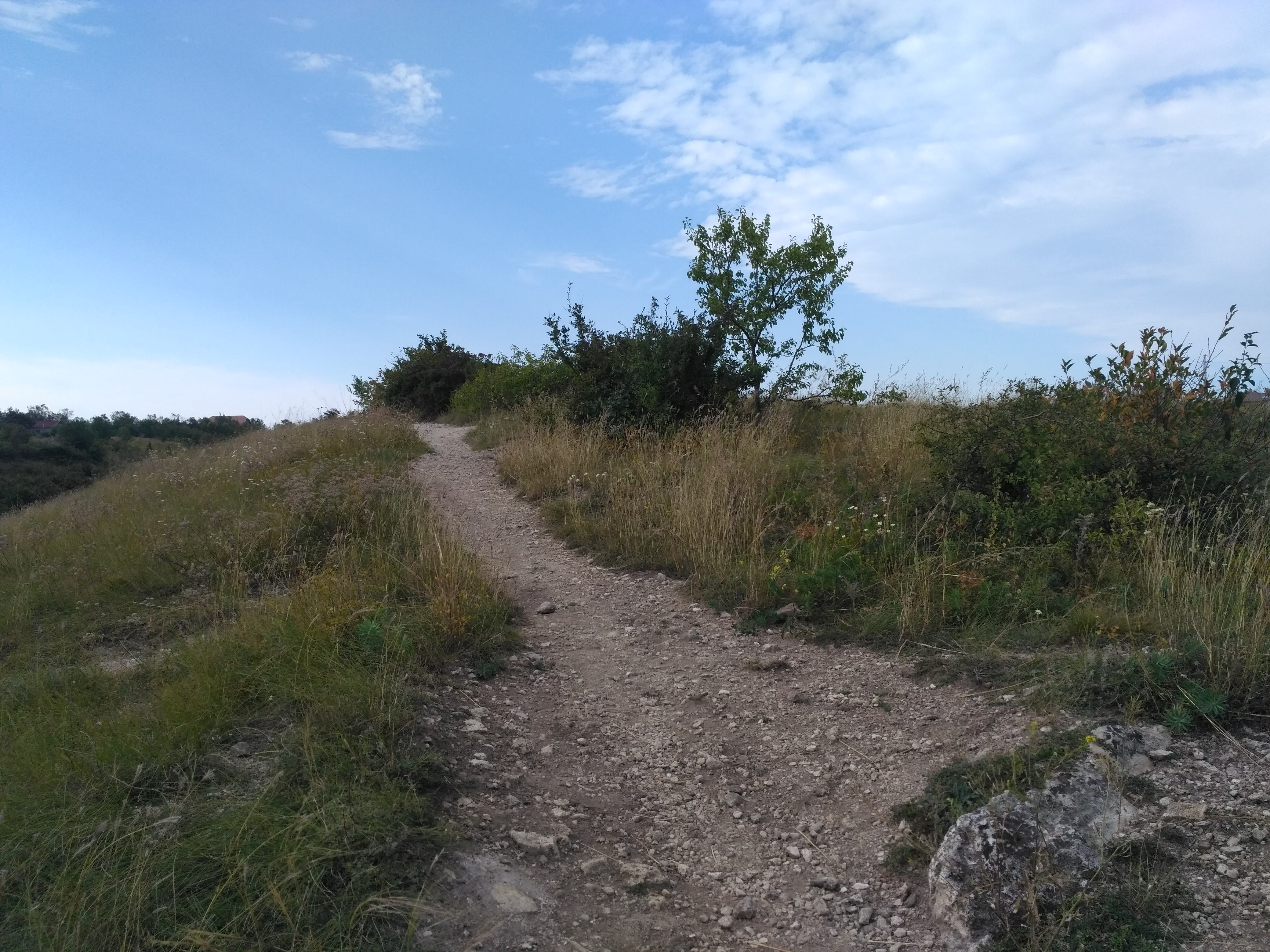
A tanösvény szárazgyepi szakasza

A tanösvény 1,1 km hosszú szárazgyepi szakasza egy rendkívül sérülékeny, sekély talajborítású, fokozottan védett fajokkal szegélyezett, mindössze 20–30 cm széles ösvényen vezet, míg a völgytalpban vezető, 600 m hosszú erdei szakasz 60-70°-os meredek, könnyen erodálódó lejtőkkel határolt. A meredek lejtőkön, csúszós kőfolyásokon korlátok és falépcsők segítik a biztonságos közlekedést. A terület biológiai sokféleségének, földtani, felszínalaktani és tájképi értékeinek, a tanösvény falépcsőinek, fatábláinak hosszú távú megőrzése, valamint a balesetek megelőzése érdekében a tanösvényen tilos a gépjármű- és a kerékpárhasználat, a lovaglás, a tanösvény nyomvonalának elhagyása, védett és nem védett növény- és állatfajok gyűjtése, károsítása, a tanösvény rongálása, a szemetelés és a szemétlerakás, a hangoskodás, valamint a tűzgyújtás.

## További tudnivalók
A Fundoklia-völgyről 2014-ben tudományos ismeretterjesztő film készült „A kőbaltás ember - Érdi medvevadászok” címmel. A film paleo-detektívje a neandervölgyi medvevadászok életét mutatja be rekonstruálva.
A Fundoklia-völgy mellett egy ECOPOL névre keresztelt, 40 m magas, rétegelt-ragasztott faszerkezetű távközlési torony jelent meg 2015 végén. A torony mobiltelefon-átjátszó berendezésként üzemel.

## Külső hivatkozások
- A Fundoklia-völgy Archiválva 2018. április 22-i dátummal a Wayback Machine-ben
- Filmklub az Akadémián: Az érdi ősember nyomában
- A völgy nagy része 1938 óta magántulajdonban van.